# Eleonora Gasparrini
Eleonora Camilla Gasparrini (* 25. März 2002 in Turin) ist eine italienische Radrennfahrerin, die im Bahn- und Straßenradsport aktiv ist.

## Sportlicher Werdegang
Eleonora Gasparrinis Eltern waren begeisterte Amateurradsportler. Sie selbst begann in dem Turiner Vorort Piossasco mit dem Radsport. Ein Nachbar, der das Team Nonese Cycling Team gegründet hatte, bat Gasparrini, ihn bei der Betreuung von jüngeren Fahrern zu unterstützen. Sie betrieb Leichtathletik und fuhr Radrennen, bis sie sich für eine der beiden Sportarten entscheiden musste; die Entscheidung fiel zugunsten der „zwei Räder“. 2017 startete sie beim European Youth Summer Olympic Festival im ungarischen Győr, wo sie im Straßenrennen Platz vier belegte.
2019 wurde Gasparrini Junioren-Weltmeisterin in der Mannschaftsverfolgung, im Omnium errang sie Silber. Bei den Junioren-Europameisterschaften im selben Jahr holte sie die Titel in Omnium und Mannschaftsverfolgung und belegte mit Sofia Colinelli im Zweier-Mannschaftsfahren Platz drei. Ebenfalls 2019 wurde sie zweifache italienische Junioren-Meisterin auf der Straße, 2020 Junioren-Europameisterin im Straßenrennen.
2021 wurde Gasparrini Mitglied im UCI Women’s Continental Team Valcar Travel & Service. Bei der Ronde van Drenthe stand sie als Dritte erstmals auf dem Podium bei einem WorldTour-Rennen. Bei den Bahnradsport-Europameisterschaften der Junioren/U23 2021 gewann sie mit Chiara Consonni, Martina Fidanza und Silvia Zanardi den U23-Titel in der Mannschaftsverfolgung. Im Frühjahr 2022 belegte sie bei dem Eintagesrennen Ronde de Mouscron Rang vier. Ihren ersten Sieg auf der Straße erzielte sie mit dem Gewinn des Eintagesrennens MerXem Classic 2022.
Nach ihren Erfolgen auf der Straße erhielt Gasparini zur Saison einen Vertrag beim UCI WorldTeam UAE Team ADQ. Nach zahlreichen Top-10-Platzierungen war der Gewinn der dritten Etappe der Tour de Suisse Women 2023 ihr erster Sieg für ihr neues Team und gleichzeitig ihr erster Sieg auf der Women’s WorldTour. In der Saison 2024 konnte sie weitere Siege ihrem Palmarès hinzufügen, unter anderem beim Women’s Cycling Grand Prix Stuttgart & Region. Bei den Europameisterschaften gewann sie in der U23 im Massensprint des Straßenrennen die Bronzemedaille.

## Erfolge

### Bahn
2019
- Junioren-Weltmeisterin – Mannschaftsverfolgung (mit Giorgia Catarzi, Camilla Alessio, Sofia Collinelli und Matilde Vitillo)
- Junioren-Weltmeisterschaft – Omnium
- Junioren-Europameisterin – Omnium, Mannschaftsverfolgung (mit Camilla Alessio, Giorgia Catarzi und Sofia Collinelli)
- Junioren-Europameisterschaft – Zweier-Mannschaftsfahren (mit Sofia Collinelli)

2020
- Junioren-Europameisterschaft – Mannschaftsverfolgung (mit Lara Crestanello, Silvia Bortolotti und Elisa Tonelli)

2021
- U23-Europameisterin – Mannschaftsverfolgung (mit Chiara Consonni, Martina Fidanza und Silvia Zanardi)

### Straße
2019
- Italienische Junioren-Meisterin – Einzelzeitfahren, Straßenrennen

2020
- Junioren-Europameisterin – Straßenrennen

2022
- MerXem Classic

2023
- Nachwuchswertung Setmana Ciclista Valenciana
- Nachwuchswertung RideLondon Classique
- eine Etappe Tour de Suisse

2024
- Trofeo Binissalem-Andratx
- La Classique Morbihan
- Nachwuchswertung RideLondon Classique
- Women’s Cycling Grand Prix Stuttgart & Region
- Europameisterschaften – Straßenrennen (U23)

2025
- Grand Prix du Morbihan